# Celtic FC in het seizoen 2023/24
In het seizoen 2023/2024 komt Celtic uit in de Schotse Premiership. In dit seizoen zal Celtic ook weer uitkomen in de Scottish Cup en de League Cup. Celtic zal ook deelnemen aan de UEFA Champions League.

## Selectie 2023/2024

### Spelers
| Nr.           | Nat.                      | Naam                   | Contract tot | Premiership | Premiership | Premiership | Scottish Cup | Scottish Cup | Scottish Cup | League Cup | League Cup | League Cup | UEFA Champions League | UEFA Champions League | UEFA Champions League | Totaal     | Totaal     | Totaal     |
| Nr.           | Nat.                      | Naam                   | Contract tot | W           |             | Assist      | W            |              | Assist       | W          |            | Assist     | W                     |                       | Assist                | W          |            | Assist     |
| Doelmannen    | Doelmannen                | Doelmannen             | Doelmannen   | Doelmannen  | Doelmannen  | Doelmannen  | Doelmannen   | Doelmannen   | Doelmannen   | Doelmannen | Doelmannen | Doelmannen | Doelmannen            | Doelmannen            | Doelmannen            | Doelmannen | Doelmannen | Doelmannen |
| ------------- | ------------------------- | ---------------------- | ------------ | ----------- | ----------- | ----------- | ------------ | ------------ | ------------ | ---------- | ---------- | ---------- | --------------------- | --------------------- | --------------------- | ---------- | ---------- | ---------- |
| 1             | Vlag van Engeland         | Joe Hart               | 2024         | 37          | 0           | 0           | 5            | 0            | 0            | 1          | 0          | 0          | 6                     | 0                     | 0                     | 49         | 0          | 0          |
| 29            | Vlag van Schotland        | Scott Bain             | 2024         | 3           | 0           | 0           | 0            | 0            | 0            | 0          | 0          | 0          | 0                     | 0                     | 0                     | 3          | 0          | 0          |
| 31            | Vlag van Zwitserland      | Benjamin Siegrist      | 2026         | 0           | 0           | 0           | 0            | 0            | 0            | 0          | 0          | 0          | 0                     | 0                     | 0                     | 0          | 0          | 0          |
| Verdedigers   |                           |                        |              |             |             |             |              |              |              |            |            |            |                       |                       |                       |            |            |            |
| 2             | Vlag van Canada           | Alistair Johnston      | 2028         | 32          | 1           | 5           | 4            | 0            | 2            | 0          | 0          | 0          | 6                     | 0                     | 0                     | 42         | 1          | 7          |
| 3             | Vlag van Schotland        | Greg Taylor            | 2025         | 35          | 3           | 4           | 4            | 0            | 0            | 1          | 0          | 0          | 6                     | 0                     | 0                     | 46         | 3          | 4          |
| 4             | Vlag van Zweden           | Gustaf Lagerbielke     | 2028         | 7           | 0           | 0           | 0            | 0            | 0            | 1          | 0          | 0          | 2                     | 1                     | 0                     | 10         | 1          | 0          |
| 5             | Vlag van Ierland          | Liam Scales            | 2025         | 34          | 1           | 2           | 5            | 0            | 0            | 0          | 0          | 0          | 6                     | 0                     | 0                     | 45         | 1          | 2          |
| 17            | Vlag van Polen            | Maik Nawrocki          | 2028         | 10          | 0           | 0           | 2            | 0            | 0            | 1          | 0          | 0          | 0                     | 0                     | 0                     | 13         | 0          | 0          |
| 18            | Vlag van Japan            | Yuki Kobayashi         | 2028         | 0           | 0           | 0           | 0            | 0            | 0            | 0          | 0          | 0          | 0                     | 0                     | 0                     | 0          | 0          | 0          |
| 20            | Vlag van Verenigde Staten | Cameron Carter-Vickers | 2026         | 25          | 1           | 1           | 2            | 0            | 0            | 0          | 0          | 0          | 4                     | 0                     | 0                     | 31         | 1          | 1          |
| 25            | Vlag van Argentinië       | Alexandro Bernabéi     | 2027         | 8           | 0           | 0           | 1            | 0            | 0            | 0          | 0          | 0          | 0                     | 0                     | 0                     | 9          | 0          | 0          |
| 56            | Vlag van Schotland        | Anthony Ralston        | 2025         | 15          | 0           | 2           | 2            | 0            | 0            | 1          | 0          | 0          | 0                     | 0                     | 0                     | 18         | 0          | 2          |
| 57            | Vlag van Schotland        | Stephen Welsh          | 2025         | 10          | 0           | 0           | 3            | 0            | 0            | 0          | 0          | 0          | 1                     | 0                     | 0                     | 14         | 0          | 0          |
| 68            | Vlag van Schotland        | Mitchel Frame          | 2025         | 0           | 0           | 0           | 0            | 0            | 0            | 0          | 0          | 0          | 1                     | 0                     | 0                     | 1          | 0          | 0          |
| -             | Vlag van Schotland        | Adam Montgomery        | 2025         | 0           | 0           | 0           | 0            | 0            | 0            | 0          | 0          | 0          | 0                     | 0                     | 0                     | 0          | 0          | 0          |
| Middenvelders |                           |                        |              |             |             |             |              |              |              |            |            |            |                       |                       |                       |            |            |            |
| 15            | Vlag van Noorwegen        | Odin Thiago Holm       | 2028         | 9           | 0           | 1           | 1            | 1            | 0            | 1          | 0          | 0          | 2                     | 0                     | 0                     | 13         | 1          | 1          |
| 16            | Vlag van Ierland          | James McCarthy         | 2025         | 0           | 0           | 0           | 0            | 0            | 0            | 0          | 0          | 0          | 0                     | 0                     | 0                     | 0          | 0          | 0          |
| 24            | Vlag van Japan            | Tomoki Iwata           | -            | 19          | 1           | 1           | 2            | 0            | 1            | 0          | 0          | 0          | 3                     | 0                     | 0                     | 24         | 1          | 2          |
| 28            | Vlag van Portugal         | Paulo Bernardo         | 2024 (huur)  | 22          | 3           | 3           | 5            | 1            | 0            | 0          | 0          | 0          | 6                     | 0                     | 0                     | 33         | 4          | 3          |
| 33            | Vlag van Denemarken       | Matt O'Riley           | 2026         | 37          | 18          | 13          | 5            | 1            | 2            | 1          | 0          | 0          | 6                     | 0                     | 3                     | 49         | 19         | 18         |
| 39            | Vlag van Ierland          | Rocco Vata             | 2024         | 1           | 0           | 0           | 1            | 1            | 0            | 0          | 0          | 0          | 0                     | 0                     | 0                     | 2          | 1          | 0          |
| 41            | Vlag van Japan            | Reo Hatate             | 2026         | 16          | 3           | 4           | 2            | 0            | 1            | 0          | 0          | 0          | 3                     | 0                     | 0                     | 21         | 3          | 5          |
| 42            | Vlag van Schotland        | Callum McGregor        | 2028         | 35          | 2           | 6           | 3            | 0            | 0            | 1          | 0          | 0          | 6                     | 0                     | 0                     | 45         | 2          | 6          |
| 48            | Vlag van Schotland        | Daniel Kelly           | 2024         | 4           | 1           | 0           | 2            | 0            | 0            | 0          | 0          | 0          | 0                     | 0                     | 0                     | 6          | 1          | 0          |
| 49            | Vlag van Schotland        | James Forrest          | 2025         | 22          | 6           | 1           | 3            | 1            | 1            | 0          | 0          | 0          | 3                     | 0                     | 0                     | 28         | 7          | 2          |
| Aanvallers    |                           |                        |              |             |             |             |              |              |              |            |            |            |                       |                       |                       |            |            |            |
| 7             | Vlag van Honduras         | Luis Palma             | 2028         | 28          | 7           | 9           | 3            | 1            | 1            | 0          | 0          | 0          | 5                     | 2                     | 0                     | 36         | 10         | 10         |
| 8             | Vlag van Japan            | Kyogo Furuhashi        | 2027         | 38          | 14          | 5           | 5            | 3            | 0            | 1          | 0          | 0          | 6                     | 2                     | 0                     | 50         | 19         | 5          |
| 9             | Vlag van Ierland          | Adam Idah              | 2024 (huur)  | 15          | 8           | 2           | 4            | 1            | 0            | 0          | 0          | 0          | 0                     | 0                     | 0                     | 19         | 9          | 2          |
| 10            | Vlag van Duitsland        | Nicolas Kühn           | 2029         | 14          | 2           | 2           | 4            | 1            | 1            | 0          | 0          | 0          | 0                     | 0                     | 0                     | 18         | 3          | 3          |
| 13            | Vlag van Zuid-Korea       | Hyun-jun Yang          | 2028         | 24          | 1           | 3           | 2            | 0            | 0            | 1          | 0          | 0          | 4                     | 0                     | 0                     | 31         | 1          | 3          |
| 19            | Vlag van Zuid-Korea       | Hyeon-gyu Oh           | 2028         | 20          | 5           | 0           | 1            | 0            | 0            | 0          | 0          | 0          | 5                     | 0                     | 0                     | 26         | 5          | 0          |
| 38            | Vlag van Japan            | Daizen Maeda           | 2027         | 28          | 6           | 3           | 3            | 4            | 0            | 1          | 0          | 0          | 4                     | 0                     | 1                     | 36         | 10         | 4          |

Laatst bijgewerkt op 25 mei 2024

## Transfers

### Zomer

#### Aangetrokken 2023/24
| Nat. | Naam               | Van                 | Bijzonderheden |
| ---- | ------------------ | ------------------- | -------------- |
| POL  | Maik Nawrocki      | Legia Warschau      | € 5.000.000    |
| HON  | Luis Palma         | Aris Saloniki       | € 4.750.000    |
| SWE  | Gustaf Lagerbielke | IF Elfsborg         | € 3.400.000    |
| NOR  | Odin Thiago Holm   | Vålerenga IF        | € 3.000.000    |
| KOR  | Hyun-jun Yang      | Gangwon FC          | € 2.500.000    |
| AUS  | Marco Tilio        | Melbourne City      | € 1.750.000    |
| KOR  | Kwon Hyeok-kyu     | Busan IPark         | € 1.000.000    |
| JAP  | Tomoki Iwata       | Yokohama F. Marinos | € 960.000      |
| ENG  | Nathaniel Phillips | Liverpool           | Gehuurd        |
| POR  | Paulo Bernardo     | Benfica             | Gehuurd        |
| ALB  | Albian Ajeti       | Sturm Graz          | Was verhuurd   |
| GRE  | Vasilios Barkas    | FC Utrecht          | Was verhuurd   |
| SCO  | Mikey Johnston     | Vitória Guimarães   | Was verhuurd   |
| IRL  | Osaze Urhoghide    | KV Oostende         | Was verhuurd   |
| IRL  | Liam Scales        | Aberdeen            | Was verhuurd   |
| CIV  | Ismaila Soro       | Arouca              | Was verhuurd   |
| SCO  | Adam Montgomery    | St. Johnstone       | Was verhuurd   |
| ENG  | Liam Shaw          | Morecambe           | Was verhuurd   |

#### Vertrokken 2023/24
| Nat. | Naam              | Naar                | Bijzonderheden |
| ---- | ----------------- | ------------------- | -------------- |
| POR  | Jota              | Al-Ittihad          | € 29.100.000   |
| SWE  | Carl Starfelt     | Celta de Vigo       | € 5.000.000    |
| SUI  | Albian Ajeti      | Gaziantep           | € 585.000      |
| NIR  | Conor Hazard      | Plymouth Argyle     | € 175.000      |
| ENG  | Osaze Urhoghide   | Amiens              |                |
| GRE  | Vasilios Barkas   | FC Utrecht          | Transfervrij   |
| CIV  | Ismaila Soro      | Beitar Jeruzalem    | Transfervrij   |
| MNE  | Sead Hakšabanović | Stoke City          | Verhuurd       |
| ENG  | Liam Shaw         | Wigan Athletic      | Verhuurd       |
| SCO  | Adam Montgomery   | Fleetwood Town      | Verhuurd       |
| AUS  | Aaron Mooy        | Einde carrière      |                |
| JAP  | Tomoki Iwata      | Yokohama F. Marinos | Was gehuurd    |

### Winter

#### Aangetrokken 2023/24
| Nat. | Naam            | Van            | Bijzonderheden |
| ---- | --------------- | -------------- | -------------- |
| GER  | Nicolas Kühn    | Rapid Wien     | € 3.500.000    |
| IRL  | Adam Idah       | Norwich City   | Gehuurd        |
| SCO  | Adam Montgomery | Fleetwood Town | Was verhuurd   |
| SCO  | Adam Montgomery | Motherwell     | Was verhuurd   |
| JPN  | Yosuke Ideguchi | Avispa Fukuoka | Was verhuurd   |

#### Vertrokken 2023/24
| Nat. | Naam               | Van                  | Bijzonderheden |
| ---- | ------------------ | -------------------- | -------------- |
| ISR  | Liel Abada         | Charlotte FC         | € 8.000.000    |
| SCO  | David Turnbull     | Cardiff City         | € 2.330.000    |
| JPN  | Yosuke Ideguchi    | Vissel Kobe          |                |
| AUS  | Marco Tilio        | Melbourne City       | Verhuurd       |
| IRL  | Mikey Johnston     | West Bromwich Albion | Verhuurd       |
| KOR  | Hyeok-kyu Kwon     | St. Mirren           | Verhuurd       |
| SCO  | Adam Montgomery    | Motherwell           | Verhuurd       |
| ENG  | Nathaniel Phillips | Liverpool            | Was gehuurd    |

## Wedstrijden

### Oefenwedstrijden
| Datum      | Wedstrijd                        | Uitslag |
| ---------- | -------------------------------- | ------- |
| 12-07-2023 | Portimonense – Celtic            | 0 – 0   |
| 15-07-2023 | Portimonense – Celtic            | 1 – 4   |
| 19-07-2023 | Yokohama F. Marinos – Celtic     | 6 – 4   |
| 22-07-2023 | Gamba Osaka – Celtic             | 0 – 1   |
| 29-07-2023 | Celtic – Wolverhampton Wanderers | 1 – 1   |
| 01-08-2023 | Celtic – Athletic Bilbao         | 3 – 2   |

### Premiership
| №  | Datum      | Wedstrijd                    | Uitslag |
| -- | ---------- | ---------------------------- | ------- |
| 1  | 05-08-2023 | Celtic – Ross County         | 4 – 2   |
| 2  | 13-08-2023 | Aberdeen – Celtic            | 1 – 3   |
| 3  | 26-08-2023 | Celtic – St. Johnstone       | 0 – 0   |
| 4  | 03-09-2023 | Rangers – Celtic             | 0 – 1   |
| 5  | 16-09-2023 | Celtic – Dundee FC           | 3 – 0   |
| 6  | 23-09-2023 | Livingston – Celtic          | 0 – 3   |
| 7  | 30-09-2023 | Motherwell – Celtic          | 1 – 2   |
| 8  | 07-10-2023 | Celtic – Kilmarnock          | 3 – 1   |
| 9  | 22-10-2023 | Heart of Midlothian – Celtic | 1 – 4   |
| 10 | 28-10-2023 | Hibernian – Celtic           | 0 – 0   |
| 11 | 01-11-2023 | Celtic – St. Mirren          | 2 – 1   |
| 12 | 04-11-2023 | Ross County – Celtic         | 0 – 3   |
| 13 | 12-11-2023 | Celtic – Aberdeen            | 6 – 0   |
| 14 | 25-11-2023 | Celtic – Motherwell          | 1 – 1   |
| 15 | 02-12-2023 | St. Johnstone – Celtic       | 1 – 3   |
| 16 | 06-12-2023 | Celtic – Hibernian           | 4 – 1   |
| 17 | 09-12-2023 | Kilmarnock – Celtic          | 2 – 1   |
| 18 | 16-12-2023 | Celtic – Heart of Midlothian | 0 – 2   |
| 19 | 23-12-2023 | Celtic – Livingston          | 2 – 0   |
| 20 | 27-12-2023 | Dundee FC – Celtic           | 0 – 3   |
| 21 | 30-12-2023 | Celtic – Rangers             | 2 – 1   |
| 22 | 02-01-2024 | St. Mirren – Celtic          | 0 – 3   |
| 23 | 27-01-2024 | Celtic – Ross County         | 1 – 0   |
| 24 | 03-02-2024 | Aberdeen – Celtic            | 1 – 1   |
| 25 | 07-02-2024 | Hibernian – Celtic           | 1 – 2   |
| 26 | 17-02-2024 | Celtic – Kilmarnock          | 1 – 1   |
| 27 | 25-02-2024 | Motherwell – Celtic          | 1 – 3   |
| 28 | 28-02-2024 | Celtic – Dundee FC           | 7 – 1   |
| 29 | 02-03-2024 | Heart of Midlothian – Celtic | 2 – 0   |
| 30 | 16-03-2024 | Celtic – St. Johnstone       | 3 – 1   |
| 31 | 30-03-2024 | Livingston – Celtic          | 0 – 3   |
| 32 | 06-04-2024 | Rangers – Celtic             | 3 – 3   |
| 33 | 13-04-2024 | Celtic – St. Mirren          | 3 – 0   |
| 34 | 28-04-2024 | Dundee FC – Celtic           | 1 – 2   |
| 35 | 04-05-2024 | Celtic – Heart of Midlothian | 3 – 0   |
| 36 | 11-05-2024 | Celtic – Rangers             | 2 – 1   |
| 37 | 15-05-2024 | Kilmarnock – Celtic          | 0 – 5   |
| 38 | 18-05-2024 | Celtic – St. Mirren          | 3 – 2   |

### Scottish Cup
| Ronde        | Datum      | Wedstrijd               | Uitslag            |
| ------------ | ---------- | ----------------------- | ------------------ |
| Vierde ronde | 21-01-2024 | Celtic – Buckie Thistle | 5 – 0              |
| Vijfde ronde | 11-02-2024 | St. Mirren – Celtic     | 0 – 2              |
| Kwartfinale  | 10-03-2024 | Celtic – Livingston     | 4 – 2              |
| Halve finale | 20-04-2024 | Aberdeen – Celtic       | 3 – 3 (5 – 6 n.s.) |
| Finale       | 25-05-2024 | Celtic – Rangers        | 1 – 0              |

### League Cup
| Ronde        | Datum      | Wedstrijd           | Uitslag |
| ------------ | ---------- | ------------------- | ------- |
| Tweede ronde | 20-08-2023 | Kilmarnock – Celtic | 1 – 0   |

### UEFA Champions League
| Ronde      | Wedstrijd | Datum      | Wedstrijd                | Uitslag | Totaal |
| ---------- | --------- | ---------- | ------------------------ | ------- | ------ |
| Groepsfase | 1         | 19-09-2023 | Feyenoord – Celtic       | 2 – 0   | 4e     |
| Groepsfase | 2         | 04-10-2023 | Celtic – Lazio           | 1 – 2   | 4e     |
| Groepsfase | 3         | 25-10-2023 | Celtic – Atlético Madrid | 2 – 2   | 4e     |
| Groepsfase | 4         | 07-11-2023 | Atlético Madrid – Celtic | 6 – 0   | 4e     |
| Groepsfase | 5         | 28-11-2023 | Lazio – Celtic           | 2 – 0   | 4e     |
| Groepsfase | 6         | 13-12-2023 | Celtic – Feyenoord       | 2 – 1   | 4e     |

## Statistieken

### Tussenstand in Schotse Premiership
| Stand | Gespeeld | Gewonnen | Gelijk | Verloren | Punten | Doelpunten voor | Doelpunten tegen | Gele kaarten | Twee gele kaarten | Rode kaarten |
| ----- | -------- | -------- | ------ | -------- | ------ | --------------- | ---------------- | ------------ | ----------------- | ------------ |
| 2e    | 38       | 29       | 6      | 3        | 93     | 95              | 30               | 47           | 0                 | 2            |

### Punten, stand en doelpunten per speelronde
| Speelronde                            | 1  | 2  | 3  | 4  | 5  | 6   | 7   | 8   | 9   | 10  | 11  | 12  | 13  | 14  | 15  | 16  | 17  | 18  | 19  | 20  | 21  | 22  | 23  | 24  | 25  | 26  | 27  | 28  | 29  | 30  | 31  | 32  | 33  | 34  | 35  | 36  | 37  | 38  | Totaal |
| ------------------------------------- | -- | -- | -- | -- | -- | --- | --- | --- | --- | --- | --- | --- | --- | --- | --- | --- | --- | --- | --- | --- | --- | --- | --- | --- | --- | --- | --- | --- | --- | --- | --- | --- | --- | --- | --- | --- | --- | --- | ------ |
| Aantal punten per speelronde          | 3  | 3  | 1  | 3  | 3  | 3   | 3   | 3   | 3   | 1   | 3   | 3   | 3   | 1   | 3   | 3   | 0   | 0   | 3   | 3   | 3   | 3   | 3   | 1   | 3   | 1   | 3   | 3   | 0   | 3   | 3   | 1   | 3   | 3   | 3   | 3   | 3   | 3   | 93     |
| Aantal punten na speelronde           | 3  | 6  | 7  | 10 | 13 | 16  | 19  | 22  | 25  | 26  | 29  | 32  | 35  | 36  | 39  | 42  | 42  | 42  | 45  | 58  | 51  | 54  | 57  | 58  | 61  | 62  | 65  | 68  | 68  | 71  | 74  | 75  | 78  | 81  | 84  | 87  | 90  | 93  | 93     |
| Stand na speelronde                   | 1e | 1e | 1e | 1e | 1e | 1e  | 1e  | 1e  | 1e  | 1e  | 1e  | 1e  | 1e  | 1e  | 1e  | 1e  | 1e  | 2e  | 2e  | 1e  | 1e  | 1e  | 1e  | 1e  | 1e  | 2e  | 2e  | 2e  | 2e  | 1e  | 1e  | 1e  | 1e  | 1e  | 1e  | 1e  | 1e  | 1e  | 1e     |
| Aantal doelpunten per speelronde      | 4  | 3  | 0  | 1  | 3  | 3   | 2   | 3   | 4   | 0   | 2   | 3   | 6   | 1   | 3   | 4   | 1   | 0   | 2   | 3   | 2   | 3   | 1   | 1   | 2   | 1   | 3   | 7   | 0   | 3   | 3   | 3   | 3   | 2   | 3   | 2   | 5   | 3   | 95     |
| Aantal tegendoelpunten per speelronde | 2  | 1  | 0  | 0  | 0  | 0   | 1   | 1   | 1   | 0   | 1   | 0   | 0   | 1   | 1   | 1   | 2   | 2   | 0   | 0   | 1   | 0   | 0   | 1   | 1   | 1   | 1   | 1   | 2   | 1   | 0   | 3   | 0   | 1   | 0   | 1   | 0   | 2   | 30     |
| Doelsaldo na speelronde               | +2 | +4 | +4 | +5 | +8 | +11 | +12 | +14 | +17 | +17 | +18 | +21 | +27 | +27 | +29 | +32 | +31 | +29 | +31 | +34 | +25 | +38 | +39 | +39 | +40 | +40 | +42 | +48 | +46 | +48 | +51 | +51 | +54 | +55 | +58 | +59 | +64 | +65 | +65    |

### Topscorers
| Nr.                           | Naam                          | Goal |
| ----------------------------- | ----------------------------- | ---- |
| 1.                            | Matt O'Riley                  | 18   |
| 2.                            | Kyogo Furuhashi               | 14   |
| 3.                            | Adam Idah                     | 8    |
| 4.                            | Luis Palma                    | 7    |
| 4.                            | David Turnbull                | 7    |
| 5.                            | James Forrest                 | 6    |
| 5.                            | Daizen Maeda                  | 6    |
| 6.                            | Hyeon-gyu Oh                  | 5    |
| 7.                            | Paulo Bernardo                | 3    |
| 7.                            | Reo Hatate                    | 3    |
| 7.                            | Greg Taylor                   | 3    |
| 8.                            | Mikey Johnston                | 2    |
| 8.                            | Nicolas Kühn                  | 2    |
| 8.                            | Callum McGregor               | 2    |
| 9.                            | Liel Abada                    | 1    |
| 9.                            | Cameron Carter-Vickers        | 1    |
| 9.                            | Tomoki Iwata                  | 1    |
| 9.                            | Alistair Johnston             | 1    |
| 9.                            | Daniel Kelly                  | 1    |
| 9.                            | Liam Scales                   | 1    |
| 9.                            | Hyun-jun Yang                 | 1    |
| Eigen doelpunten tegenstander | Eigen doelpunten tegenstander | 2    |
| Totaal                        | Totaal                        | 95   |

| Nr.                           | Naam                          | Goal |
| ----------------------------- | ----------------------------- | ---- |
| 1.                            | Daizen Maeda                  | 4    |
| 2.                            | Kyogo Furuhashi               | 3    |
| 3.                            | Paulo Bernardo                | 1    |
| 3.                            | James Forrest                 | 1    |
| 3.                            | Odin Thiago Holm              | 1    |
| 3.                            | Adam Idah                     | 1    |
| 3.                            | Nicolas Kühn                  | 1    |
| 3.                            | Matt O'Riley                  | 1    |
| 3.                            | Luis Palma                    | 1    |
| 3.                            | Rocco Vata                    | 1    |
| Eigen doelpunten tegenstander | Eigen doelpunten tegenstander | 0    |
| Totaal                        | Totaal                        | 15   |

| Nr.                           | Naam                          | Goal |
| ----------------------------- | ----------------------------- | ---- |
| 1.                            | Geen                          |      |
| Eigen doelpunten tegenstander | Eigen doelpunten tegenstander | 0    |
| Totaal                        | Totaal                        | 0    |

| Nr.                           | Naam                          | Goal |
| ----------------------------- | ----------------------------- | ---- |
| 1.                            | Kyogo Furuhashi               | 2    |
| 1.                            | Luis Palma                    | 2    |
| 2.                            | Gustaf Lagerbielke            | 1    |
| Eigen doelpunten tegenstander | Eigen doelpunten tegenstander | 0    |
| Totaal                        | Totaal                        | 5    |

Gedurende het seizoen verkocht of verhuurd

### Assists
| Nr.    | Naam                   | Assist |
| ------ | ---------------------- | ------ |
| 1.     | Matt O'Riley           | 13     |
| 2.     | Luis Palma             | 9      |
| 3.     | Callum McGregor        | 6      |
| 4.     | Kyogo Furuhashi        | 5      |
| 4.     | Alistair Johnston      | 5      |
| 5.     | Reo Hatate             | 4      |
| 5.     | Greg Taylor            | 4      |
| 6.     | Paulo Bernardo         | 3      |
| 6.     | Daizen Maeda           | 3      |
| 6.     | Hyun-jun Yang          | 3      |
| 7.     | Adam Idah              | 2      |
| 7.     | Nicolas Kühn           | 2      |
| 7.     | Anthony Ralston        | 2      |
| 7.     | Liam Scales            | 2      |
| 8.     | Liel Abada             | 1      |
| 8.     | Cameron Carter-Vickers | 1      |
| 8.     | James Forrest          | 1      |
| 8.     | Tomoki Iwata           | 1      |
| 8.     | Odin Thiago Holm       | 1      |
| Totaal | Totaal                 | 66     |

| Nr.    | Naam              | Assist |
| ------ | ----------------- | ------ |
| 1.     | Alistair Johnston | 2      |
| 2.     | Liel Abada        | 1      |
| 2.     | James Forrest     | 1      |
| 2.     | Reo Hatate        | 1      |
| 2.     | Tomoki Iwata      | 1      |
| 2.     | Mikey Johnston    | 1      |
| 2.     | Nicolas Kühn      | 1      |
| 2.     | Matt O'Riley      | 1      |
| 2.     | Luis Palma        | 1      |
| Totaal | Totaal            | 10     |

| Nr.    | Naam   | Assist |
| ------ | ------ | ------ |
| 1.     | Geen   |        |
| Totaal | Totaal | 0      |

| Nr.    | Naam         | Assist |
| ------ | ------------ | ------ |
| 1.     | Matt O'Riley | 3      |
| 2.     | Daizen Maeda | 1      |
| Totaal | Totaal       | 4      |

Gedurende het seizoen verkocht of verhuurd